# Anton Gallizian
Anton Gallizian war ein früher Papierfabrikant in Basel.

## Leben
Antonius Galliciani (* um 1428, † 1497), eingedeutscht Anton Gallizian, stammte aus Casella (Ligurien) und arbeitete als Angestellter in der ersten, von Heinrich Halbisen betriebenen Papiermühle in Basel. 1452 kaufte er mit seiner Gattin Adelheid Tschan eine Hanfreibe am Rümelinbach vor dem Steinentor in Basel. 1453 tauschte er sie mit der Hammerschmiede im St-Alban-Tal ein, die er in eine Papiermühle umbauen liess. Im letzten Quartal des Jahres 1453 bezahlte er erstmals den Pfundzoll – als Hinweis, dass er damals die Papierfabrikation bereits aufgenommen hatte. 1457 erhielten er und seine Brüder das Basler Bürgerrecht. In der nächsten Generation stieg die Familie Gallizian zu einer der reichsten und mächtigsten Geschlechter Basels auf.
Heute befindet sich in dem Gebäude, der sogenannten Gallizian-Mühle, das Schweizerische Museum für Papier, Schrift und Druck.